# 済美高等学校 (愛媛県)
済美高等学校（さいびこうとうがっこう）は、愛媛県松山市湊町七丁目にある私立高等学校。学校法人済美学園が経営している。創立は1901年。元々女子校であったが、2002年度から男女共学となった。全校生徒は2022年7月時点で1689人、教職員は189人である。

## 沿革
- 1901年 - 私立松山裁縫伝習所として創設。
- 1911年 - 済美高等女学校及び済美女学校が開校。
- 1948年 - 済美高等学校に改組。
- 2001年 - 学園歌が作成される。
- 2002年 - 男女共学となる。
- 2004年 - 春の甲子園優勝、夏の甲子園準優勝、冬の国立1回戦突破。
- 2008年 - 各特進コースを配属。音楽科を音楽専攻科に改名し、2年生からの開始に。
- 2009年 - 特進コースが特進E（エクセレント）コースと特進S（スタンダード）コースに離別。
- 2013年 - 春の甲子園準優勝。
- 2018年 - 夏の甲子園ベスト4[2]。
- 2023年 - 特進プレミアコース誕生

## 校歌
- 済美高等学校校歌 - 1934年制定。作詞：林古渓、作曲：宮城道雄。

宮城は作曲を断ろうとしたが、当時の校長船田ミサヲの熱意に負けたという。
- 済美高等学校学園歌 - 2001年制定。作詞：一色和壽子、作曲：藤田浩。

2004年の第76回選抜高等学校野球大会で歌われ、同年秋の臨時国会で小泉純一郎総理大臣の所信表明演説でも紹介された。

## 設置学科
- 文系、理系でクラス分けがある
- 普通科
  - 特進E（エクセレント）コース
  - 特進S（スタンダード）コース

2023年度から、特進プレミアコースが設立
- 2年次に上記2つのコースから特進文系コース、特進文系音楽専攻コース、特進理系コースに分かれる。

- 特進国際コース（人数によってクラス替えあり）
- 特進スポーツ科学コース（選抜クラスあり）
- 総合進学コース（女子のみ）

- 情報コース（女子のみ）
- 食物科学コース（女子のみ）

- 美術科
  - 日本画専攻
  - 洋画専攻
  - ビジュアルデザイン専攻

## 部活動

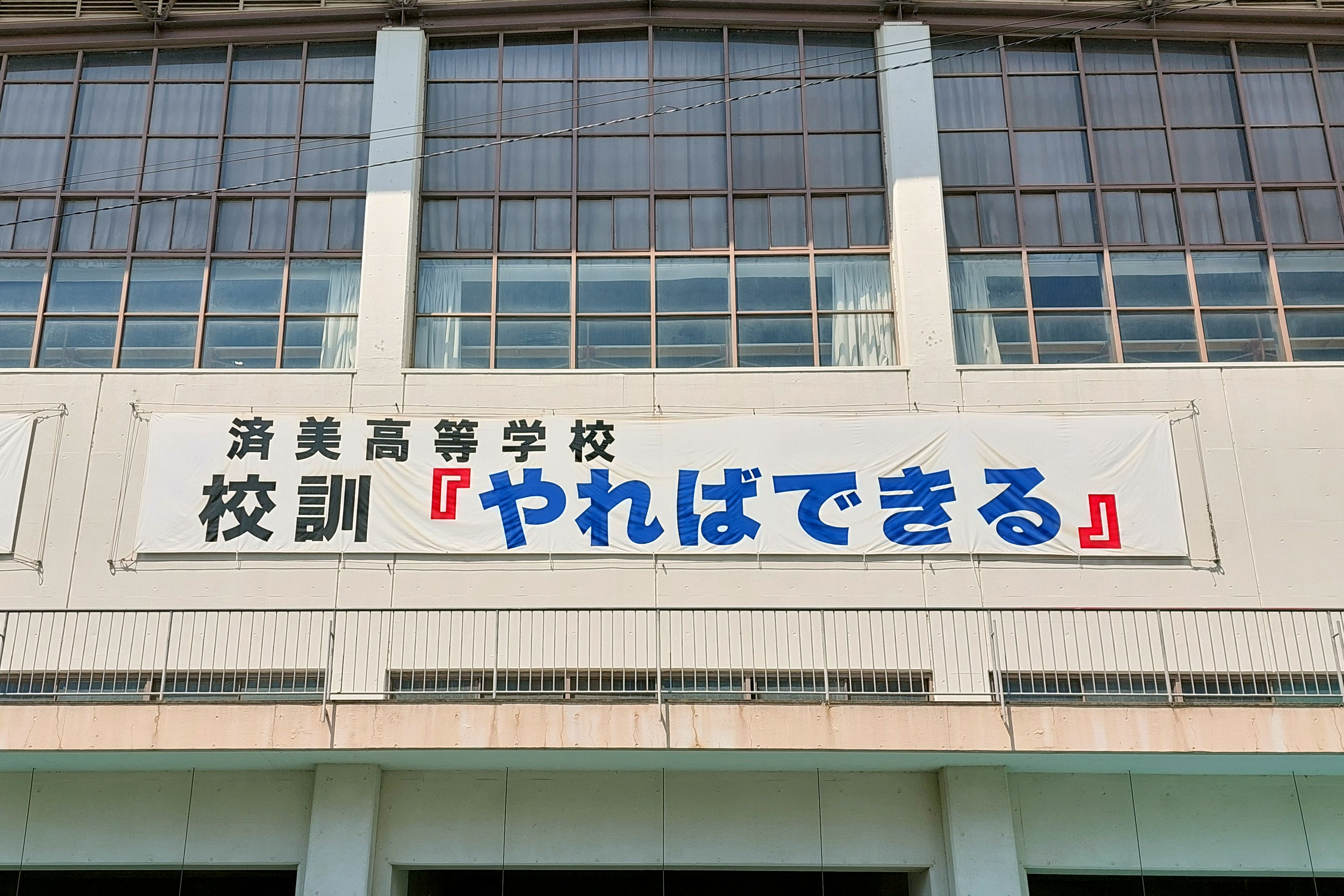
体育館に掲げられた校訓

- 野球部 - 2004年4月、第76回選抜高等学校野球大会において上甲正典監督（元宇和島東高校監督）のもと、鵜久森淳志、高橋勇丞、福井優也らを擁して、春の選抜大会を史上最速の創部2年にして初出場・初優勝した。同年夏の選手権でも、駒大苫小牧に決勝戦で10-13で敗れたものの準優勝した。2013年春（第85回）には準優勝を果たした。選手権大会では愛媛県代表として初めての私立高校であり、2016年（第98回）に松山聖陵高等学校が出場するまで唯一の私立出場校であった。2018年（第100回）では、星稜高校との2回戦で大会史上初となる逆転サヨナラ満塁ホームランで勝利した。春2回、夏6回。
- サッカー部 - 2003年8月、創部2年目にして夏の総体において土屋誠監督のもとで初出場となるが、1回戦で東邦高校に敗れる。2004年夏の総体では富山第一、室蘭大谷を退けベスト16入りし、3回戦ではこの大会で優勝した国見に1-2で敗北した。この年には冬の選手権初出場も果たし、1回戦では実践学園相手に堀川恭平の大会ハットトリック第1号などの活躍により3-1で快勝。しかし2回戦では前橋商業に1-2で惜敗した。女子も全日本高校選手権、全日本選手権出場歴がある。
- ソフトボール部 - 1993年創部。元社会人野球選手の乗松征記が監督を務め、1995年の新人大会で初優勝。全国大会の常連となり、2002年には夏の総体3位、国体3位の成績を上げた。
- バレーボール部 - 夏の総体8回出場、春高バレーでは3回出場でベスト8も経験している。しかし、松山東雲高校という強豪校の存在が大きな壁となっており近年は全国大会から遠ざかっている。
- 陸上競技部 - 県大会31回及び四国大会10回の総合優勝を誇り、全国大会でも優勝を含む入賞者も多数。共学化とともに創部された男子部も2004年に全国大会を経験し優勝者も出している。
- 合唱部 - 県内最多の部員数を擁する。1997年と2016年に全日本合唱コンクール全国大会に四国代表として出場。1995年、2005年、2019年に全国高等学校総合文化祭に愛媛県代表として出場。

## その他
野球部の甲子園優勝後、校訓が「やればできる」に変更された。教室に入ると壁にかけられた「やればできる」が目に飛び込んで来る。本高校の卒業生でお笑いタレントのティモンディ（高岸宏行・前田裕太）の持ちネタである「やればできる!」はこの校訓に由来している。
全校生徒数に対する進学比率は低い。
2020年8月28日より校内電力不足により冷房が作動しなくなったため止むを得ず分散登校を実施。

### 野球部の不祥事
2014年に、2年生部員計6人が1年生部員計19人に対して、日常的に暴力行為を行っていた。尻をバットでたたいたり、眼球や腹部への暴力を日常的に繰り返し行っていた。1年生部員7組にケンカをさせ、2年生部員が観賞する行為があったことも発覚した。2年生が1年生に対して灯油を飲まそうとしたり、カメムシを実際に食べさせるといった被害があり、日本高等学校野球連盟はこの件について『有期の対外試合禁止が相当』とする処分案を日本学生野球協会審査室に上申。なお、済美高等学校側は本件を受けて地区新人大会への出場を取りやめ、日本学生野球協会による審議により処分が決定されるまでは練習など部活動を自粛したほか、2015年春の選抜高等学校野球大会の出場校選抜の参考となる秋季愛媛大会への出場を辞退した。この年のドラフト会議の目玉だった安樂智大は事件に関与していないとしながらも、当該チームのキャプテンだったことを理由に高校日本代表から落選する影響が発生した。
2014年9月9日、日本学生野球協会審査室会議が済美高等学校に対して、『2014年8月9日から2015年8月8日まで、1年間の対外試合禁止処分とする』裁定を下したことから、2015年春の選抜高等学校野球大会および夏の全国高等学校野球選手権大会への出場もできなくなった。さらに、この対外試合禁止の期間中に、29歳の男性コーチが1年生部員の頭や背中をたたいたり殴ったりした体罰を行っていたことが判明し、このコーチは謹慎処分となっている。

## 主な出身者
野球
- 鵜久森淳志（元プロ野球選手）
- 高橋勇丞（元プロ野球選手）
- 福井優也（元プロ野球選手）
- 安樂智大（プロ野球選手）
- 高岸宏行（プロ野球選手、後述するお笑いコンビ ティモンディのボケ担当）
- 矢野泰二郎（プロ野球選手）

サッカー
- 西原誉志（元プロサッカー選手）
- 渡邊一仁（元プロサッカー選手）
- 藤本佳希（プロサッカー選手）

芸能
- 原田真緒（グラビアアイドル）
- 河合夕子（ミュージシャン）
- 辻あゆみ（声優）
- わたなべヨシコ（ラジオパーソナリティ）
- ティモンディ（お笑いコンビ）
- 宮本真希（女優、元宝塚歌劇団星組娘役、宝塚音楽学校へ転校）

その他
- 兵頭精（日本初の女性パイロット、女学校卒）
- 小倉ミチヨ（性文化研究者、女学校卒）
- 松尾智佳（女子競輪選手）

## 関連校
- 済美平成中等教育学校